# Bruchia brevifolia
Bruchia brevifolia är en bladmossart som beskrevs av Sullivant in A. Gray 1856. Bruchia brevifolia ingår i släktet Bruchia och familjen Bruchiaceae. Inga underarter finns listade i Catalogue of Life.